# Baudona ochreovittata
Baudona ochreovittata är en skalbaggsart som beskrevs av Stefan von Breuning 1963. Baudona ochreovittata ingår i släktet Baudona och familjen långhorningar.
Artens utbredningsområde är Laos. Inga underarter finns listade.